# Wilhelm Enßlin
Wilhelm Enßlin (* 9. Dezember 1885 in Aalen; † 8. Januar 1965 in Kirchheim am Neckar) war ein deutscher Althistoriker. Er gehörte in seiner Zeit zu den maßgeblichen Erforschern der Spätantike.

## Leben und Wirken
Wilhelm Enßlin studierte an den Universitäten Tübingen, Berlin, München und Straßburg Geschichte und klassische Philologie. Seine wichtigsten akademischen Lehrer waren Ernst Kornemann, Eduard Meyer, Robert von Pöhlmann und Karl Johannes Neumann. In Tübingen wurde er Mitglied der Studentenverbindung Normannia. In Straßburg wurde er 1911 bei Neumann zum Thema Kaiser Julians Gesetzgebungswerk und Reichsverwaltung promoviert. Die Dissertation wurde erst 1923 publiziert. Enßlin absolvierte nach der Promotion den Vorbereitungsdienst für den höheren Schuldienst. Seit 1913 war er in Posen als Oberlehrer tätig. Im Ersten Weltkrieg diente er als Soldat und konnte erst 1920 aus französischer Kriegsgefangenschaft zurückkehren. Ab 1922 war er Studienrat am Gymnasium Philippinum in Marburg. Zugleich habilitierte er sich 1923 an der Universität Marburg mit der Arbeit Zur Geschichtsschreibung und Weltanschauung des Ammianus Marcellinus. Er wurde an der Universität Marburg 1927 zum nichtbeamteten außerordentlichen Professor berufen. Enßlin verließ 1930 den Schuldienst, als er im Alter von 44 Jahren einen Ruf als Professor für Alte Geschichte an die Universität Graz erhielt, wo er am 1. April 1930 seine Tätigkeit aufnahm. 1936 wurde er nach Erlangen und 1943 als Nachfolger von Alexander Schenk Graf von Stauffenberg nach Würzburg berufen. Von 1940 bis 1943 war er an der Universität Erlangen Dekan der Philosophischen Fakultät. Er wurde 1945 nicht aus dem Universitätsdienst entlassen, im Jahr 1952 wurde er emeritiert. Enßlin war seit 1940 Mitglied der Bayerischen Akademie der Wissenschaften und seit 1964 korrespondierendes Mitglied der British Academy. Er war auch Mitglied der Accademia Spoletina in Spoleto. Er erhielt 1959 den Bayerischen Verdienstorden.
Seine Forschungsschwerpunkte waren die römisch-germanischen und die römisch-persischen Auseinandersetzungen. Daneben verfasste er fast 4700 vor allem prosopographische Artikel für Paulys Realencyclopädie der classischen Altertumswissenschaft (RE), darunter solche über antike Personen wie Diokletian, Galla Placidia oder Thrasamund und über zentrale Ämter in Administration und Heerwesen. Für den zwölften Band der ersten Auflage der Cambridge Ancient History (1939) verfasste er die Kaisergeschichte von Severus Alexander bis zu Philippus Arabs (Kapitel 2), das Ende des Prinzipates (Kapitel 10) und die Reformen Diokletians (Kapitel 11). Außerdem veröffentlichte er eine vielbeachtete Theoderich-Biografie. Enßlins Theoderich-Forschung klärte vor allem die Gestaltung der Beziehungen Theoderichs zum Imperium Romanum und zur katholischen Kirche.
Von Seiten der NSDAP bestanden gegen Enßlin in „charakterlicher und politischer Hinsicht“ keine Einwände. Im Nationalsozialismus verfasste er für die beiden nationalsozialistischen Prestigeprojekte der Altertumswissenschaften jeweils einen Beitrag: In dem 1942 veröffentlichten Beitrag zum zweibändigen und von Helmut Berve herausgegebenen Sammelwerk Das neue Bild der Antike untersuchte er die Rolle führender Germanen von Stilicho bis zum Ostgotenkönig Theoderich im Römischen Reich. Nach Hartmut Leppin verweigerte sich Enßlin dabei allerdings rassistischen Erklärungsmodellen, und nach Karl Christ war es Enßlins Ziel, die „Germanen aus der alten Barbarenschablone herauszulösen und gerade ihre konstruktive und konservierenden Leistung für das Imperium der Spätantike aufzuzeigen“. Für den von Joseph Vogt 1943 herausgegebenen Band Rom und Karthago befasste er sich mit dem Einfluss Karthagos auf die Staatsverwaltung und Wirtschaft Roms. Für Helmuth Schneider war Enßlin kein Vertreter der NS-Ideologie. Aber seine Ausführungen weisen im Zusammenhang der rassistischen Fragestellung des Sammelbandes „eine deutliche Nähe zum Nationalsozialismus“ auf. Damit kommt Schneider zu einem anderen Urteil als zuvor Karl Christ (1982) und Ralf Urban (2000). Nach Christ hat Enßlin „in sehr nüchterner und durchaus kritischer Form [...] den ‚Einfluss Karthagos auf Staatsverwaltung und Wirtschaft der Römer‘“ geschildert. Nach Urban hat Enßlin „keine Kniefälle“ in seinem wissenschaftlichen Werk vor dem politischen Zeitgeist gemacht.

## Schriften (Auswahl)
- Zur Geschichtsschreibung und Weltanschauung des Ammianus Marcellinus (= Klio-Beiheft 16 = Neue Folge 3). Dieterich, Leipzig 1923 (Zugleich: Marburg, Universität, Philosophische Habilitations-Schrift).
- Theoderich der Große. 2. Auflage. Bruckmann, München 1959.
- Zu den Kriegen des Sassaniden Schapur I: Vorgetragen am 4. Juli 1947 (= Sitzungsberichte der Bayerischen Akademie der Wissenschaften, Philosophisch-Historische Abteilung. 1947,5). Verlag der Bayerischen Akademie der Wissenschaften, München 1949.
- Gott-Kaiser und Kaiser von Gottes Gnaden (= Sitzungsberichte der Bayerischen Akademie der Wissenschaften, Philosophisch-Historische Abteilung. 1943,6). Verlag der Bayerischen Akademie der Wissenschaften, München 1943.
- Zur Ostpolitik des Kaisers Diokletian (= Sitzungsberichte der Bayerischen Akademie der Wissenschaften, Philosophisch-Historische Abteilung. 1942,1). Verlag der Bayerischen Akademie der Wissenschaften, München 1942 (PDF).